# Tangara à flancs roux
Thlypopsis ornata
Espèce
Statut de conservation UICN

 LC  : Préoccupation mineure
Le Tangara à flancs roux (Thlypopsis ornata) est une espèce de passereaux d'Amérique du Sud appartenant à la famille des Thraupidae.

## Distribution et habitat
Ce oiseau vit au Pérou, en Équateur et au sud-ouest de la Colombie. Il a pour habitat naturel les forêts humides tropicales ou subtropicales de montagne, les broussailles d'altitude et les anciennes forêts fortement dégradées.

Distribution de l'espèce en Amérique du Sud.